# ヘンリー・セシル
サー・ヘンリー・セシル（Sir Henry Richard Amherst Cecil、1943年1月11日 - 2013年6月11日）は、イギリスの競走馬の調教師。

## 来歴
1964年から1968年まで、継父のセシル・ボイドロッチフォート調教師の下で調教助手を務めた。
1969年、調教師免許を取得し厩舎を開業。
1973年、クルーナフ（Cloonagh）でアイリッシュ1000ギニーを勝ち、G1及びクラシック競走初制覇。
1975年、ボルコンスキー（Bolkonski）で2000ギニーを勝ち、イギリスクラシック競走初制覇。
1976年、義父のノエル・マーレス調教師の引退に伴い、厩舎を引き継ぐ。同年、初めてリーディングを獲得した。
1985年、6月5日にスリップアンカー（Slip Anchor）でダービーステークス初制覇。また同年、オーソーシャープ（Oh So Sharp）で1000ギニー・オークス・セントレジャーステークスを制し、牝馬クラシック三冠を達成した。
1987年、7月25日にリファレンスポイント（Reference Point）でキングジョージ6世&クイーンエリザベスステークス初制覇。同馬はダービーステークス・セントレジャーステークスの二冠も制した。この年は180勝を挙げ、120年ぶりにイギリスの最多勝記録を更新した。
1990年、キングジョージ6世&クイーンエリザベスステークス勝ち馬のベルメッツ（Belmez）がジャパンカップに出走。管理馬の日本初出走を果たしたが、1番人気に推されながら7着に敗れた。日本への遠征はこの1回のみである。
1995年、シェイク・モハメドと決別。マークオブエスティーム（Mark of Esteem）の故障を迅速に報告しなかったことがきっかけとされる。
1997年、10月4日にヤシュマク（Yashmak）でフラワーボウルインビテーショナルハンデキャップを勝ち、ヨーロッパ以外のG1初制覇。
1999年、ラムルマ（Ramruma）でオークス・アイリッシュオークス・ヨークシャーオークスを制し、ヨーロッパオークス三冠を達成した。またこの年、妻と主戦騎手のキーレン・ファロンとの間に不倫疑惑が報じられ、ファロンとの専属契約を解除した。
2000年、6月25日にビートホロー（Beat Hollow）でパリ大賞典を制して以降、長らく大レースから遠ざかることとなる。2001年にはリーディングトップ10の座から脱落。2005年の年間収得賞金は僅か14万5000ポンドで、ランキングを97位まで落とすことになった。かつては200頭を越えていた管理頭数も、60頭を切るまでに減少した。
2006年、11月21日にパッセージオブタイム（Passage of Time）でクリテリウムドサンクルーを勝ち、6年5ヶ月ぶりにG1を制覇。2007年のシーズン開幕前には癌に冒されていることを公表したが、その病魔と戦いながら厩舎運営を続ける。そして6月1日、ライトシフト（Light Shift）で8度目のオークス制覇を果たして称賛を浴びた。
2009年、11月6日にミッデイ（Midday）でブリーダーズカップ・フィリー&メアターフを勝ち、ブリーダーズカップ初制覇。
2011年、6月に2011 Birthday Honoursで、ナイトの称号を授与された。
2011年、フランケルでマイルレースを席巻するが、癌との闘病生活も始まる。
2012年、古馬となったフランケルで中距離のレースを総なめ、14戦14勝で無敗のまま引退し、名伯楽の評価を確固たるものとした。
2013年6月11日に死去。70歳。妻のジェーン・セシルが調教師として引き継いだ。
オークスで8勝、1000ギニーで6勝を挙げているが、どちらもロバート・ロブソン調教師に次ぐ第2位の記録である。また10勝を挙げているレーシングポストトロフィー（前身のフューチュリティステークスなど含む）、8勝を挙げているナッソーステークス、7勝を挙げているサセックスステークスで最多勝記録を持つ。
主戦騎手はトム・クウィリー。かつての主戦騎手はスティーブ・コーゼン、キーレン・ファロンなど。

## 表彰
- イギリスリーディングトレーナー - 1976年、1978年、1979年、1982年、1984年、1985年、1987年、1988年、1990年、1993年
- カルティエ賞特別功労賞 - 2005年

## 主な勝鞍

### イギリス
- 1000ギニー（1979年One in a Million、1981年Fairy Footsteps、1985年Oh So Sharp、1996年Bosra Sham、1997年Sleepytime、 1999年Wince）
- 2000ギニー（1975年Bolkonski、1976年Wollow、2011年Frankel）
- オークス（1985年Oh So Sharp、1988年Diminuendo、1989年Snow Bride、1996年Lady Carla、1997年Reams of Verse、1999年Ramruma、2000年Love Divine、2007年Light Shift）
- ダービーステークス（1985年Slip Anchor、1987年Reference Point、1993年Commander in Chief、1999年Oath）
- セントレジャーステークス（1980年Light Cavalry、1985年Oh So Sharp、1987年Reference Point、1989年Michelozzo）
- エクリプスステークス（1969年Wolver Hollow、1976年Wollow、1978年Gunner B、2010年Twice Over）
- キングジョージ6世&クイーンエリザベスステークス（1987年Reference Point、1990年Belmez、1994年King's Theatre）
- コロネーションステークス（1975年Roussalka、1979年One in a Million、1982年Chalon、1990年Chimes of Freedom、1994年Kissing Cousin）
- サセックスステークス（1975年Bolkonski、1976年Wollow、1979年Kris、1994年Distant View、1997年Ali-Royal、2011年・2012年Frankel）
- セントジェームズパレスステークス（1975年Bolkonski、1979年Kris、1990年Shavian、1995年Dr.Fong、2011年Frankel）
- チャンピオンステークス（1988年Indian Skimmer、1996年Bosra Sham、2009年・2010年Twice Over）
- デューハーストステークス（1975年Wollow、1982年Diesis、2010年Frankel）
- ナッソーステークス（1975年・1976年Roussalka、1979年Connaught Bridge、1987年Nom de Plume、1993年Lyphard's Delta、2009年・2010年・2011年Midday）
- レーシングポストトロフィー（1969年Approval、1975年Take Your Place、 1979年Hello Gorgeous、1982年Dunbeath、1984年Lanfranco、1986年Reference Point、1989年Be My Chief、1990年Peter Davies、1992年Armiger、1993年King's Theatre）
- インターナショナルステークス（2012年Frankel）

### アイルランド
- アイリッシュ1000ギニー（1973年Cloonagh）
- アイリッシュオークス（1988年Diminuendo[8]、1989年Alydaress、1999年Ramruma）
- アイリッシュダービー（1989年Old Vic、1993年Commander in Chief）
- ヨークシャーオークス（1979年Connaught Bridge、1988年Diminuendo、1998年Catchascatchcan、1999年Ramruma、2010年Midday）

### フランス
- ディアヌ賞（1987年Indian Skimmer、1990年Rafha）
- ジョッケクルブ賞（1989年Old Vic）
- グラン・クリテリウム（1992年Tenby）

### アメリカ
- フラワーボウルインビテーショナルハンデキャップ（1997年Yashmak）
- ブリーダーズカップ・フィリー&メアターフ（2009年Midday）